# Proteophiala
Proteophiala är ett släkte av svampar. Proteophiala ingår i familjen Ceratostomataceae, ordningen Melanosporales, klassen Sordariomycetes, divisionen sporsäcksvampar och riket svampar.
|              | Microthecium                                |
|              |                                             |
|              | Sphaerodes                                  |
|              |                                             |
|              | Sphaeroderma                                |
|              |                                             |
|              | Melanospora                                 |
|              |                                             |
|              | Ceratostoma                                 |
|              |                                             |
|              | Gonatobotrys                                |
|              |                                             |
|              | Vittatispora                                |
|              |                                             |
|              | Syspastospora                               |
|              |                                             |
|              | Rhytidospora                                |
|              |                                             |
|              | Pteridiosperma                              |
|              |                                             |
|              | Harzia                                      |
|              |                                             |
| Proteophiala | \| \| Proteophiala mattiroloana \| \| \| \| |
|              | \| \| Proteophiala mattiroloana \| \| \| \| |
|              | Erostrotheca                                |
|              |                                             |
|              | Gibsonia                                    |
|              |                                             |
|              | Persiciospora                               |
|              |                                             |
|              | Pustulipora                                 |
|              |                                             |
|              | Arxiomyces                                  |
|              |                                             |
|              | Proteophiala mattiroloana                   |
|              |                                             |

|  | Proteophiala mattiroloana |
|  |                           |